# خورخي ريفيرا
خورخي ريفيرا (بالإنجليزية: Jorge Rivera) هو عسكري أمريكي، ولد في 28 فبراير 1972 في بورتوريكو في الولايات المتحدة.

## وصلات خارجية
- خورخي ريفيرا على موقع يو إف سي (الإنجليزية)
- خورخي ريفيرا على موقع شيردوغ (الإنجليزية)
- خورخي ريفيرا على موقع IMDb (الإنجليزية)
- خورخي ريفيرا على موقع قاعدة بيانات الفيلم (الإنجليزية)